# RNC news every.
『RNC news every.』（アールエヌシー・ニュースエブリィ）は、2010年3月29日から放送されている西日本放送のローカルニュース番組である。

## 概要
タイトルは変更されているものの、キャスターや日替わりコーナーは前番組『RNC Newsリアルタイム』からスライドされているため、事実上「リニューアル」との見方もできる。
前番組『リアルタイム』ではキー局と異なったオープニング映像・オープニングテーマ・テロップを使用していたが本番組ではキー局と共通にしたものも一部ある。
- オープニング映像は日本テレビと同様（RNCのロゴを加えた形）だが、ロゴ出現の過程はやや違う。オープニングテーマもまったく違うものを使用。これらは前番組同様、RNC公式サイト内の公式ニュースサイトで動画を見ることができる。
- テロップは下部の項目テロップとVTR中に出されるサイドテロップのデザインは日本テレビと同様（ただし、出現はアニメーションではなくフェードイン。ニュースによってはバーチャル合成映像にテロップのみというパターンもある）だったが、2010年10月4日以降は緑色を基調とした独自のデザインに変更されている。それ以外のテロップはRNCのローカルニュースのものを使用。ちなみにサイドテロップは左上に配置（こちらも出現はフェードイン）。
- CM前ジングルも前番組同様にキー局と同じ（ただし、項目などは読み上げない）ものを使用しているが、前半の提供クレジットのBGMは第1部オープニング直後のBGMを流用（前番組はエンディングBGMの冒頭を使用）している。また、かつてはノンスポンサー時にはキー局では通常キャスターの挨拶で被ってしまう部分もわずかではあるが聴くことができたが、現在はノンスポンサー時は提供クレジットそのものが無い。

新聞のテレビ欄では2時間通しているが、EPGなどの電子番組表では前番組同様3部制で、第1部と第2部は日本テレビ制作のものをそのまま放送。第3部から西日本放送本社より香川・岡山のニュースを伝えている。また、テレビ欄上、字幕放送のマーク（"文"）が表記されているが、18:15以降は実施されない（これは東京発のコーナー「きょうコレ」でも同様）。
前枠『Newsリアルタイム』では17:49頃のヘッドラインをローカルのヘッドラインに差し替えていたが、本番組開始初期は該当枠がまるまる18:16からの特集コーナーの予告だったことから「お天気every.」としてローカル天気が復活していた（前番組までは「木原さんのお天気」をローカルに差し替えていたが、コーナーが全国の天気に変更されたためローカル天気が消滅している。ただし、『news every.』になってからは再び関東の天気となっており、そのコーナーでは差し替えることなくそのまま放送されている）。
しかし、6月頃から予告が無くなり（17時台の中盤のCM明けで予告が行なわれている。RNCではその区間は番組宣伝に差し替えている）、17:50の全国ニュース枠オープニングまでニュースや各種コーナーが続くようになったため、「お天気every.」は一旦廃止された。しかし、2010年10月4日以降は「木原さんのお天気」コーナーをローカル天気に差し替える措置を取っている。
2011年4月8日より姉妹番組『every.フライデー』がスタートした。RNCにとっては1992年から1994年まで放送されていた『情報ビタミンAtoZ』以来17年ぶりのローカルワイド番組である。司会は鴨居真理子と荻野仁美で、鴨居はこの担当のために『RNC news every.』を降板した。
2012年3月12日放送分よりキャスターと番組進行の変更を実施。ヘッドラインとオープニングの順番（オープニング→ヘッドラインの順からヘッドライン→オープニングの順に変更）が入れ替わり、オープニングのBGMを変更。テロップの文字も若干大きくなり、キャスターの位置も男女が逆になった。また、CM前ジングルも独自のものに変更された。

## 出演者

### 現在の出演者
特記が無い限りはRNCアナウンサー。
| 月曜                                   | 火曜             | 水曜                                                                                                  | 木曜                               | 金曜                               |
| メインキャスター                       | メインキャスター | メインキャスター                                                                                      | メインキャスター                   | メインキャスター                   |
| -------------------------------------- | ---------------- | --- | ---------------------------------- | ---------------------------------- |
| 池田大樹                               |                  | |                                    |                                    |
| 中條加菜                               | 中條加菜         | 中條加菜                                                                                              | 上田彩乃                           | 上田彩乃                           |
| 曜日別コーナー                         |                  | |                                    |                                    |
| 「特選うどん遍路」（VTRのみ） 奥田麻衣 | （なし）         | 「手軽にフレンチ」（VTRのみ） 野並正佑 木場巳雄（フランス料理レストラン『ポワ・エ・デュポン』シェフ） | 「耳寄り百花」（VTRのみ） 池田弥生 | 「中四国旬コレ」 石井奏美 奥田麻衣 |
| 天気予報                               |                  | |                                    |                                    |
| 西崎梨乃                               | 上田彩乃         | 上田彩乃                                                                                              | 西崎梨乃                           | 中條加菜                           |

### 過去の出演者
メインキャスター
| 期間      | 期間       | 男性         | 男性         | 男性         | 男性         | 男性         | 女性       | 女性       | 女性       | 女性       | 女性       |
| 期間      | 期間       | 月曜         | 火曜         | 水曜         | 木曜         | 金曜         | 月曜       | 火曜       | 水曜       | 木曜       | 金曜       |
| --------- | ---------- | ------------ | ------------ | ------------ | ------------ | ------------ | ---------- | ---------- | ---------- | ---------- | ---------- |
| 2010.3.29 | 2011.4.1   | 山口喜久一郎 | 山口喜久一郎 | 山口喜久一郎 | 山口喜久一郎 | 山口喜久一郎 | 鴨居真理子 | 鴨居真理子 | 鴨居真理子 | 鴨居真理子 | 鴨居真理子 |
| 2011.4.4  | 2012.3.9   | 山口喜久一郎 | 山口喜久一郎 | 山口喜久一郎 | 山口喜久一郎 | 山口喜久一郎 | 小御門千絵 | 小御門千絵 | 小御門千絵 | 小御門千絵 | 小御門千絵 |
| 2012.3.12 | 2018.6.29  | 岸たけし     | 岸たけし     | 岸たけし     | 岸たけし     | 岸たけし     | 小御門千絵 | 小御門千絵 | 小御門千絵 | 小御門千絵 | 小御門千絵 |
| 2018.7.2  | 2019.3.29  | 岸たけし     | 岸たけし     | 岸たけし     | 岸たけし     | 岸たけし     | 松田愛里   | 松田愛里   | 松田愛里   | 松田愛里   | 松田愛里   |
| 2019.4.1  | 2021.3.26  | 岸たけし     | 岸たけし     | 岸たけし     | 岸たけし     | 中桐康介     | 松田愛里   | 松田愛里   | 松田愛里   | 松田愛里   | 松田愛里   |
| 2021.3.29 | 2021.12.24 | 岸たけし     | 岸たけし     | 岸たけし     | 岸たけし     | 池田大樹     | 小御門千絵 | 小御門千絵 | 小御門千絵 | 小御門千絵 | 西崎梨乃   |
| 2022.1.4  | 2022.4.1   | 岸たけし     | 岸たけし     | 岸たけし     | 岸たけし     | 池田大樹     | 中條加菜   | 中條加菜   | 中條加菜   | 西崎梨乃   | 西崎梨乃   |
| 2022.4.4  | 2022.9.30  | 池田大樹     | 池田大樹     | 池田大樹     | 池田大樹     | 池田大樹     | 松田愛里   | 松田愛里   | 松田愛里   | 中條加菜   | 中條加菜   |
| 2022.10.3 | 2023.10.31 | 池田大樹     | 池田大樹     | 池田大樹     | 池田大樹     | 池田大樹     | 松田愛里   | 松田愛里   | 松田愛里   | 宮田玲奈   | 中條加菜   |
| 2023.11.1 | 2024.6.28  | 池田大樹     | 池田大樹     | 池田大樹     | 池田大樹     | 池田大樹     | 宮田玲奈   | 宮田玲奈   | 宮田玲奈   | 中條加菜   | 中條加菜   |
| 2024.7.1  | 現在       | 池田大樹     | 池田大樹     | 池田大樹     | 池田大樹     | 池田大樹     | 中條加菜   | 中條加菜   | 中條加菜   | 上田彩乃   | 上田彩乃   |

天気予報
| 期間      | 期間       | 月曜     | 火曜     | 水曜     | 木曜       | 金曜       |
| --------- | ---------- | -------- | -------- | -------- | ---------- | ---------- |
| 2010.3.29 | 2010.10.1  | 磯部恵美 | 磯部恵美 | 野口恵   | 野口恵     | 図子靖代   |
| 2010.10.4 | 2011.4.1   | 荻野仁美 | 荻野仁美 | 図子靖代 | 小御門千絵 | 小御門千絵 |
| 2011.4.4  | 2012.3.30  | 荻野仁美 | 荻野仁美 | 図子靖代 | 荻野仁美   | 図子靖代   |
| 2012.4.2  | 2012.6.1   | 荻野仁美 | 荻野仁美 | 図子靖代 | 図子靖代   | 図子靖代   |
| 2012.6.4  | 2015.5.29  | 堺瞳     | 堺瞳     | 堺瞳     | 図子靖代   | 図子靖代   |
| 2015.6.1  | 2017.5.26  | 森下由香 | 森下由香 | 森下由香 | 図子靖代   | 図子靖代   |
| 2017.5.29 | 2018.6.29  | 石井奏美 | 石井奏美 | 石井奏美 | 松田愛里   | 松田愛里   |
| 2018.7.2  | 2023.10.31 | 西崎梨乃 | 西崎梨乃 | 石井奏美 | 西崎梨乃   | 石井奏美   |
| 2023.11.1 | 2024.6.28  | 西崎梨乃 | 中條加菜 | 中條加菜 | 西崎梨乃   | 西崎梨乃   |
| 2024.7.1  | 現在       | 西崎梨乃 | 上田彩乃 | 上田彩乃 | 西崎梨乃   | 中條加菜   |

## 放送時間
- 月曜 - 木曜 15:50 - 19:00、金曜 16:45 - 19:00
  - 2017年3月30日まで月曜 - 木曜は16:53 - 19:00。
  - 2024年3月29日まで金曜は16:50開始だった。
  - 2011年3月8日には香川県公立高校入試解答速報を16:55 - 17:50で放送したために第1部は休止となり、第2部（NNN枠）からの放送となった。2012年3月8日には16:58 - 17:53で放送されるため、同様に第2部からの放送となった。
  - 2017年4月3日より、これまで『情報あ〜る!!』ならびに日本テレビおよび読売テレビ制作のバラエティ番組を再放送していた月曜日から木曜日の時間帯に『news every.・第1部』のネットを開始した。
    - ネット開始に伴い、『情報あ〜る!!』内で放送されていた情報コーナーはCM扱いで16時台最後のCM枠で放送。また「くわしくッ・天気」のコーナーは香川・岡山のニュースと天気予報に差し替える。

## タイムテーブル
2021年10月現在。一部時間は目安。EPGにおける第2部までの詳しいタイムテーブルは『news every.#放送内容』を参照。
■ … 日本テレビと同時ネット。
| 放送時間                  | 内容                         | 備考 |
| ------------------------- | ---------------------------- | --- |
| 15:50 （金曜日のみ16:50） | ■ news every.（第1部）       | 「木原さんのお天気」について16時台はローカルニュース3本と天気に、17時台は「お天気every.」と題して香川・岡山の天気と時節の話題に差し替え。 |
| 17:53                     | ■ news every.（第2部）       | NNN系列28局ネット。 |
| 18:15                     | RNC news every.（第3部）     | ヘッドライン・オープニング・ローカルニュース                                                                                              |
| 18:25                     | 提供クレジット               | |
| 18:27                     | お天気LIVE                   | |
| 18:30                     | ローカルニュース             | |
| 18:40                     | 日替わりコーナー             | |
| 18:45                     | 近県の話題                   | |
| 18:48                     | 天気予報                     | |
| 18:52頃                   | 気になるミダシ               | 17:30ごろ放送のニュースコーナーの再放送（尺の都合で放送しない場合がある）。                                                               |
| 18:57                     | 今日の株価（香川証券提供）   | |
| 18:57                     | エンディング・提供クレジット | |

※2010年3月末のスタート時点では、『リアルタイム』時代に18:35過ぎからの「リアルSPORTS」をネットしていた名残から、同時間帯に放送されているコーナー「気になる!」をネットしていた。しかし、関東ローカルな内容だったためか、1ヶ月余りで「きょうコレ」のネットに変更している。「気になる!」は現在、『every.フライデー』内で週5日のうち1日分を録画ネットしている。

## エンディングテーマ
- Yoshimi with sp「オレンジ色の君と」 (2023年10月2日 - ）

### 過去のエンディングテーマ
- まきちゃんぐ「あの丘へ行こう」（2010年3月29日 - 6月30日）
- 勝詩「ふるさと」（2010年7月1日 - 9月30日）
- velico「手紙」（2010年10月1日 - 12月28日）
- 前田知香「華の囁き」（2011年1月4日 - 4月1日）
- 大山裕「幸せになろう」（2011年4月4日 - 7月1日）
- mimika「パンキッシューズ☆」（2011年7月4日 - 9月30日）
- 会議42「七人の天使」（2011年10月3日 - 12月28日）
- 観音寺市立伊吹中学校生徒（番組上の表記は「伊吹中学校生徒の皆さん」）「宝物」（2012年1月4日 - 3月30日）
- 岸本ヒロキ「桜」（2012年4月2日 - 6月29日）
- D-51「めぐり逢い」（2012年10月1日 - 2013年3月29日） - 香川県を舞台にした映画『百年の時計』の主題歌でもある。
- まつもとななみ「MIO」（2013年4月1日 - 6月28日）
- ドートレトミシー「平凡」(2014年6月30日 - ） 香川県「がん検診促進キャンペーン」曲（2014年7月-）
- ドートレトミシー「Dawn」(2015年4月- ）
- 千里「幸せな世界へ」（2015年7月6日 - ）
- ドートレトミシー「おくりもの」（2016年1月4日 -）
- ふちなし「エスケープ」 (2016年7月4日 - ）
- WEAVER  「S.O.S.」（2016年10月 - ） - 香川県を舞台にしたアニメ『うどんの国の金色毛鞠』（西日本放送でも放送）の主題歌。
- Yoshimi with sp「あしたの空」 (2018年4月2日 - 6月29日）
- ドートレトミシー「くすのきのうた」（2019年9月30日 - ）
- 福島節と渚 「こころは天気」（2020年4月3日 -[4][5]）